# آب‌انبار شامخی
آب‌انبار شامخی مربوط به دوره قاجار است و در کاشان، خیابان شهید بهشتی، کوچه شامخی واقع شده و این اثر در تاریخ ۱۰ خرداد ۱۳۸۲ با شمارهٔ ثبت ۹۰۴۲ به‌عنوان یکی از آثار ملی ایران به ثبت رسیده است.